# (10389) Robmanning
(10389) Robmanning es un asteroide perteneciente al cinturón de asteroides, descubierto el 1 de junio de 1997 por el equipo del Near Earth Asteroid Tracking desde el Observatorio de Haleakala, Hawái, Estados Unidos.

## Designación y nombre
Designado provisionalmente como 1997 LD. Nombrado  por Rob Manning (n. 1958) quien fue el ingeniero jefe del sistema de vuelo de la exitosa misión Mars Pathfinder en el JPL. Fue responsable de todos los aspectos técnicos de la nave espacial Pathfinder. También dirigió el equipo que diseñó, desarrolló, probó y operó el exitoso sistema de entrada, descenso y aterrizaje de Pathfinder.

## Características orbitales
Robmanning está situado a una distancia media del Sol de 2,264 ua, pudiendo alejarse hasta 2,719 ua y acercarse hasta 1,808 ua. Su excentricidad es 0,201 y la inclinación orbital 4,929 grados. Emplea 1244,23 días en completar una órbita alrededor del Sol.

## Características físicas
La magnitud absoluta de Robmanning es 14,16. Tiene 4,954 km de diámetro y su albedo se estima en 0,238.